# Bergrepublik

Flagge der Bergrepublik.

Territorien, auf die die Bergrepublik in einer Deklaration im Mai 1918 Anspruch erhob, sie aber im Bürgerkrieg gegen die Weiße Armee und Rote Armee, oder aufgrund der diplomatischen Beziehungen zu den Demokratischen Republiken Georgien und Aserbaidschan, faktisch nie vollständig kontrollierte bzw. den Anspruch bald aufgegeben hatte.

Die nordkaukasische Bergrepublik (russisch Горская республика, vollständig russisch Союз объединённых горцев Северного Кавказа и Дагестана; in deutschsprachiger Fachliteratur übliche Übersetzung: Union der Bergvölker Nordkaukasiens und Dagestans, manchmal auch als (Autonome) Bergvölkerunion bezeichnet) war ein in Folge des Zerfalls des Russischen Kaiserreiches in der Februarrevolution und der Oktoberrevolution 1917 ausgerufenes, anfangs autonomes, später unabhängiges Staatswesen in Nordkaukasien mit Dagestan, das bis 1918/19 bzw. 1920 bestand. Die Bergrepublik war kein sehr stabiles Staatsgebilde und im Zuge des Russischen Bürgerkrieges immer wieder in heftige Kämpfe gegen lokale Gruppen der Bolschewiki verwickelt, die in Kaukasien unter dem Oberbefehl von Sergo Ordschonikidse standen. Einige Politiker der Union schlossen sich auch den Bolschewiki an, die den nationalen Minderheiten eine weitgehende Autonomie versprachen. Die Republik wurde schließlich im Dezember 1918/Januar 1919 von der weißen Freiwilligenarmee unter General Denikin zerschlagen. Manchmal wird sie mit der Republik Ter-Dagestan verwechselt, mit der sie verbündet war, obwohl deren Regierung unter Nadschmuddin Gozinski in Temir-Chan-Schura saß und die sich nach der Zerschlagung als Nachfolgerin der Bergrepublik sah und manchmal auch so bezeichnete. Einige Politiker saßen gleichermaßen in der Regierung der Bergrepublik und in der Regierung der Republik Ter-Dagestan, die allerdings nur die Gebiete der Oblast Terek, der Oblast Dagestan und einige nördlichere Gebiete für sich beanspruchte. Sie bestand faktisch bis zur Eroberung durch die Rote Armee im Januar–März 1920.

## Regierung

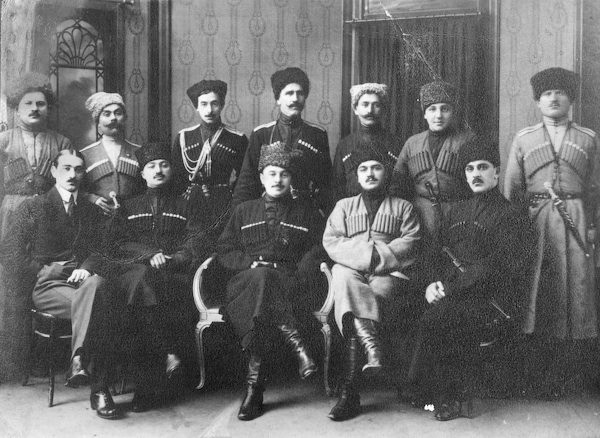
Die Regierung der Bergrepublik. Vorn in der Mitte sitzend Abdul Medschid „Tapa“ Tschermojew, rechts daneben Haidar Bammatow, 3. von rechts stehend Pschemacho Kozew.

Das Zentralkomitee, das von ihm bestimmte 15–17-köpfige Präsidium und die ebenfalls vom ZK bestimmte Regierung saßen in Wladikawkas und nach dessen Verlust kurzzeitig in Nasran. Im ca. 30-köpfigen Zentralkomitee saßen die Vorsitzenden der nach der Februarrevolution 1917 gewählten Nationalräte der zahlreichen Völker Nordkaukasiens und Dagestans (die größeren sind die Tschetschenen, Awaren, Tscherkessen, Lesgier, Darginer, Osseten, Kumyken, Karatschaier und Inguschen, daneben kleinere Völker). Als Folge der damaligen Sozialstruktur dieser Völker waren die Mitglieder des ZK und der Regierung meist Fürsten, Stammesführer, Sufi-Scheichs und islamische Geistliche, sowie einige Unternehmer, Intellektuelle und Ingenieure. Premierminister war der tschetschenische ehemalige Offizier und wohlhabende Ölunternehmer aus Grosny Tapa Tschermojew. Weitere bekannte Persönlichkeiten waren Außenminister Haidar Bammatow, ein Rechtsanwalt, der kabardinische (osttscherkessische) Fürst Pschemacho Kozew, Premierminister in den letzten Monaten ab Dezember 1918, der kumykische Fürst Nuch-Bek Tarkowski, Fürst Sultan-Kaplan Girej, ein Nachkomme der Herrscherdynastie des Krimkhanates, der Urenkel des langjährigen Aufstandsführers gegen Russland Imam Schamil, Muhammad Said-bey Schamil, der ossetisch-christliche Intellektuelle Nikolai Dschiojew, oder die beiden islamischen Geistlichen und Sufi-Scheichs Nadschmuddin Gozinski (Nadschm ad-Din aus Hozob) und Ali Chadschi Akuschinski (Ali Hadschi aus Akuscha, er verbündete sich später mit den Bolschewiki).
Daneben gab es einen Geistlichen Rat Nordkaukasiens aus islamischen Geistlichen, darunter Gozinski. Bis Januar 1919 betrachtete sich die Bergrepublik aber als überreligiös, an der sich neben muslimischen auch christliche und jüdische Bewohner beteiligen konnten.

## Geschichte

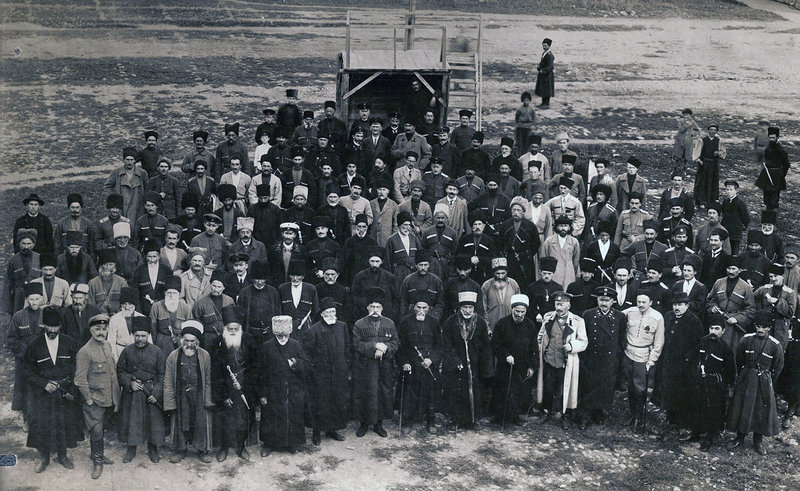
Gruppenfoto der Delegierten des Zweiten Kongresses der Bergvölker

Im Mai 1917 wurde die Bergrepublik auf dem 2. Kongress der Bergvölker Nordkaukasiens in Maikop als Autonome Union der Bergvölker ausgerufen. Daran beteiligten sich alle Nationalräte der Völker Nordkaukasiens, der Abchasen, der südlichen Osseten in Georgien, der Nogaier, der Kalmücken, der turkmenischen Minderheit in der Region Stawropol und die Rada der Kubankosaken, deren Gebiete alle beansprucht wurden. Kurzzeitig vereinigte sich die Bergrepublik im Januar 1918 auf Betreiben der drei Kosaken-Atamane der Donkosaken (Ataman Kaledin), Terekkosaken (Ataman Karaulow) und der Kubankosaken (Ataman Filomonow) zum „Südostbund der Kosaken, Berg- und Steppenvölker“ mit der Hauptstadt Jekaterinodar, zerfiel aber schon im nächsten Monat wieder in die Bergrepublik und in die autonomen Staatswesen der Kuban-, Terek- und der Donkosaken. Im Zuge der Kämpfe gegen die Bolschewiki flüchtete die Führung der Bergrepublik im März 1918 aus Wladikawkas in die georgische Hauptstadt Tiflis, die Bergrepublik wurde am 11. Mai 1918 aber mit osmanischer und deutscher Hilfe in Wladikawkas erneut gegründet. Die Bergrepublik erhielt Unterstützung und offizielle Anerkennung vom Deutschen Reich, vom Osmanischen Reich und den anderen Mittelmächten des Ersten Weltkrieges, später auch von der Demokratischen Republik Georgien und der Demokratischen Republik Aserbaidschan. Auch der autonomen Volksrepublik der Kubankosaken war die Bergrepublik freundschaftlich verbunden. Die Bergrepublik versuchte, die Beziehungen zu den demokratischen Republiken im Südkaukasus zu stärken. Im November 1918 nahmen die Mitglieder der Regierung der Bergrepublik zusammen mit Vertretern Georgiens und Aserbaidschans an der Konferenz zur Planung der Politik der gemeinsamen kaukasischen Interessen in Tiflis teil. Mit Aserbaidschan kam es jedoch zu diplomatischen Spannungen, weil die Bergrepublik das Verbreitungsgebiet Nordostkaukasischer Sprachen in Nord-Aserbaidschan beanspruchte, Aserbaidschan dagegen die Stadt Derbent und deren Umgebung in Dagestan, wo vorwiegend Aserbaidschanisch gesprochen wird. Dagegen waren die Beziehungen zu Georgien bis zum Ende freundschaftlich. Georgien sah den Kampf der Bolschewiki und der Denikin-Armee gegen die Bergrepublik als Bedrohung für sich selbst an und unterstützte die Bergrepublik sowohl finanziell als auch militärisch und diplomatisch. Um die Wirtschaftskrise infolge des Bürgerkriegs zu überwinden, gewährte die georgische Regierung der Bergrepublik im März 1919 ein Darlehen von 3 Millionen Manat und schickte eine Legion unter dem Kommando von General Leo Kereselidse in den Nordkaukasus. Im Oktober 1919 sandte der georgische Außenminister Ewgeni Gegetschkori eine Notiz an die Vertreter europäischer Länder, in der er um Unterstützung für die Bergrepublik bat. Die Bergrepublik wurde nach langwierigen Kämpfen gegen die Bolschewiki schließlich durch einen Feldzug der Weißen Armee zwischen Oktober 1918 und Dezember 1918 bzw. Januar 1919 zerschlagen. Am 15. Dezember 1918 erklärte sie zwar noch ihre Unabhängigkeit, bald darauf flüchteten aber die führenden Politiker ins Exil nach Baku, Tiflis, Batumi oder Temir-Chan-Schura.

## Nachfolger

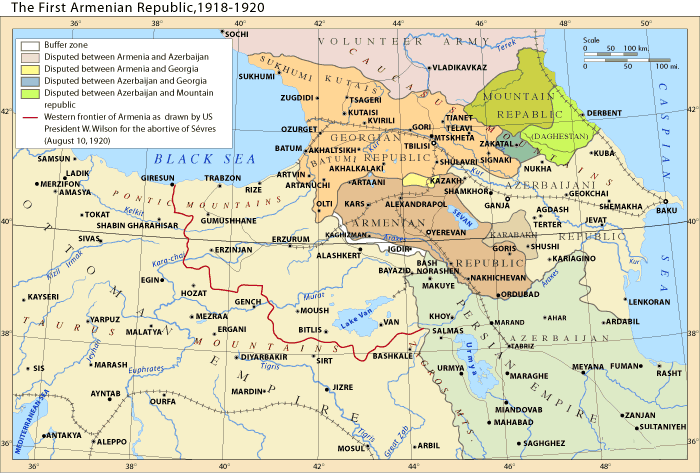
Karte mit der Republik Ter-Dagestan (als Bergrepublik, Grüntöne im Nordosten) ca. Ende April 1919.

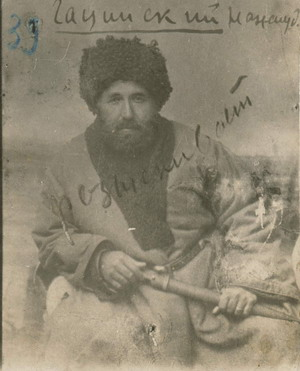
Nadschmuddin Gozinski. Atelierfoto, das später zum sowjetischen Fahndungsfoto wurde (vgl. Bildbeschreibung).

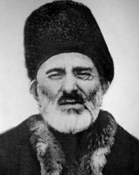
Usun Haddschi (Saltinski).

Wie erwähnt, betrachtete sich die Republik Ter-Dagestan als Nachfolgerin der Bergrepublik, beanspruchte aber nur nordost- und mittelnordkaukasische Gebiete für sich, faktisch beherrschte sie aber nur das nordostkaukasische Bergland und Umgebung (etwas das heutige Dagestan, Tschetschenien und Inguschetien) im Bündnis mit der Bergrepublik. Sie hatte sich am 1. Dezember 1917 als autonome „Zeitweilige Ter-Dagestanische Regierung“ (russisch Временное Терско-Дагестанское правительство) in Stellvertretung der verbündeten Bergrepublik unter Premierminister Nadschmuddin Gozinski in Temir-Chan-Schura ausgerufen und schon im Mai 1918 rief sie voreilig ihre Unabhängigkeit von Russland aus. Nach Zerschlagung der Bergrepublik sah sie sich als ihre Nachfolgerin, einige Politiker der Bergrepublik schlossen sich ihr an. Allerdings wurden auch große Teile ihres Herrschaftsgebietes bis Mai 1919, bis auf einige Berggebiete, in die sich die Regierung geflüchtet hatte, von Denikin erobert. Daraufhin verließ Gozinski die Regierung und rief in Erinnerung an Imam Schamil das Imamat Kaukasus und sich selbst als „Imam des Kaukasus“ aus. Der mit ihm befreundete Usun Hadschi Saltinski rief parallel dazu in Tschetschenien das „Emirat Kaukasus“ aus und erklärte sich zum „Emir des Kaukasus“. Die Regierung der Ter-Dagestanischen Republik löste sich allmählich auf und wurde endgültig mit dem Einmarsch der Roten Armee zerschlagen. Im September 1919 gelang es den Bergbewohnern Dagestans und Tschetscheniens in einem Aufstand unter Gozinskis Führung bei Beteiligung Usun Hadschis, Denikins Truppen aus den Bergen wieder zu vertreiben. Im Gegensatz zur früheren Bergrepublik hatten Ter-Dagestan, Imamat und Emirat seit Januar 1919 einen stärker islamischen Charakter. Seit dieser Zeit wurden wie früher unter Imam Schamil Scharia-Gerichte eingesetzt. Schließlich wurde Nordostkaukasien im Januar–März 1920 von der Roten Armee unter Sergo Ordschonikidse erobert. Gozinski leistete aber noch bis 1925, Usun Hadschi sogar bis 1929 in den Bergen Widerstand gegen die Sowjetunion. Auch die Autonomen Sowjetrepubliken ASSR Dagestan und ASSR der Bergvölker (letztere später in mehrere Republiken aufgeteilt) waren territorial noch Erben der Bergrepublik und der Ter-Dagestanischen Republik. Sie waren ebenso, wie die SSR Abchasien (1921–31), später ASSR Abchasien, die Autonome Oblast Südossetien und die ASSR Kalmückien ein Zugeständnis an die Selbstständigkeits- und Autonomiebestrebungen der Völker im Großen Kaukasus und Umgebung, teilweise auch im Bündnis mit den Bolschewiki.

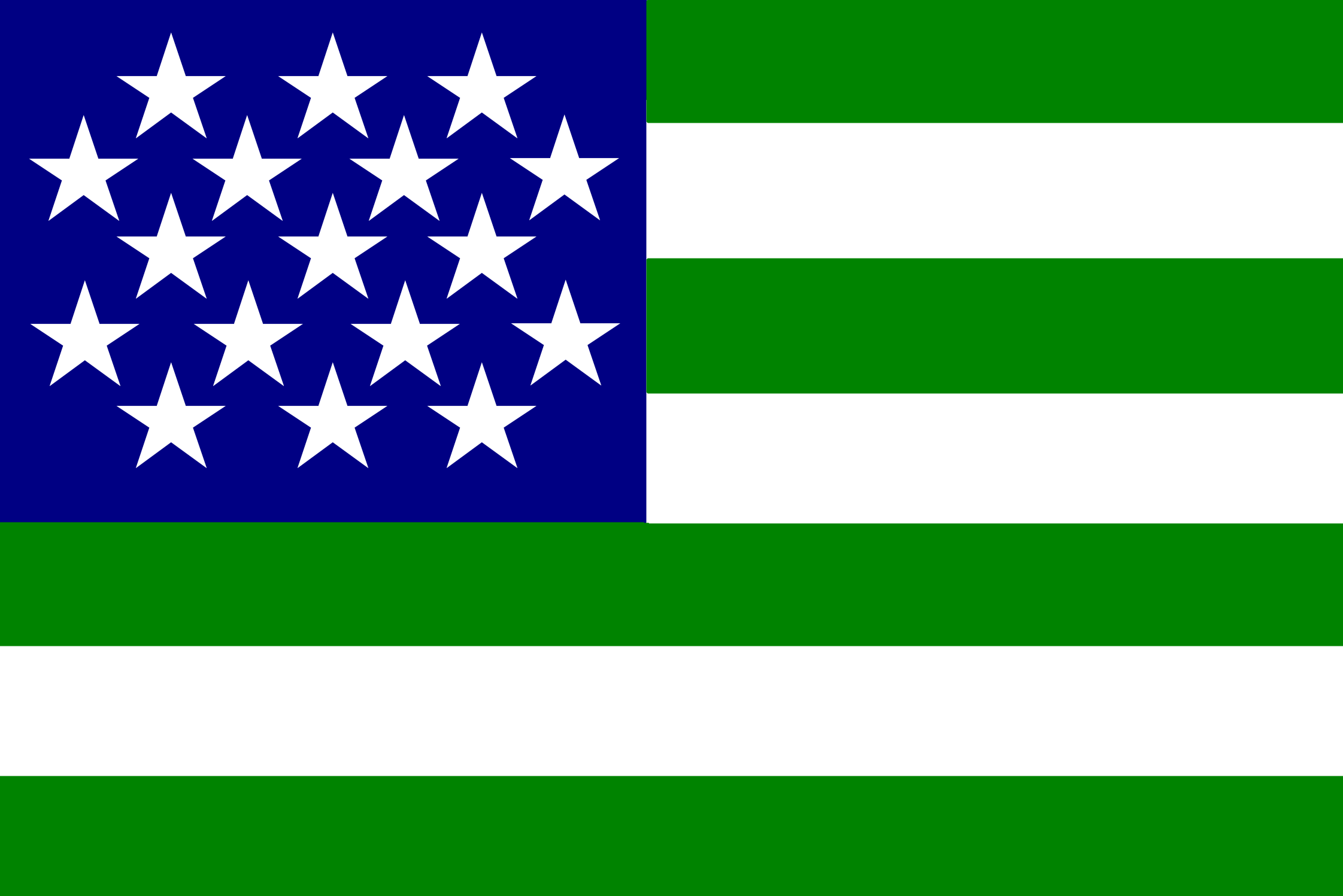
Flagge der Konföderation der Kaukasusvölker.

Auch die Konföderation der Kaukasusvölker mit Sitz in Sochumi entstand 1991 mit dem allmählichen Zerfall der Sowjetunion in Erinnerung an die Union der Bergvölker. Auch sie war ein Verbund oppositioneller Nationalparteien der Völker Nordkaukasiens mit Dagestan und auch der Abchasen und Südosseten. Anfangs gegen Russland oppositionell, verlor sie allerdings aufgrund zahlreicher Streitigkeiten zwischen den Völkern (vgl. z. B. zwischen Laken und Tschetschenen, zwischen Kumyken und Bergvölkern, zwischen den Völkern in Kabardino-Balkarien und Karatschai-Tscherkessien, Abspaltung Inguschetiens von Tschetschenien usw.) bis hin zu einem kurzen Krieg 1992 zwischen Osseten und Inguschen (vgl. Artikel Inguschetien) ihre Glaubwürdigkeit. Sie existiert bis heute, hat aber wenig politischen Einfluss.
An den Namen des Kaukasus-Emirates von Usun Hadschi knüpft der Name der terroristischen Untergrundorganisation Kaukasus-Emirat unter Doku Umarow an, dessen Anhängerschaft allerdings im Gegensatz zu der von Usun Hadschis Emirat größtenteils aus anti-sufistischen Islamisten besteht.